# Dận Đào
Doãn Đào (tiếng Mãn: ᠶᡡᠨ ᡨᠣᡠ, Möllendorff: Yūn Too, Abkai: Yvn Too, chữ Hán: 允祹; 18 tháng 1 năm 1686 - 2 tháng 9 năm 1763), là Hoàng tử thứ 12 tính trong số những người con sống tới tuổi trưởng thành của Thanh Thánh Tổ Khang Hi Đế.

## Thân thế
Doãn Đào nguyên danh là Dận Đào (tiếng Mãn: ᡳᠨ ᡨᠣᡠ, Möllendorff: In Too, chữ Hán: 胤祹) sinh vào giờ Dần ngày 24 tháng 12 (âm lịch) năm Khang Hi thứ 24 (1685), là con trai duy nhất của Định phi Vạn Lưu Ha thị. Dận Đào từ nhỏ đã được Tô Ma Lạt Cô nuôi dưỡng, cũng không kết bè kết đảng với bất kỳ Hoàng tử nào, không tham dự vào "Cửu tử đoạt đích". Vào những năm cuối thời Khang Hi Đế trị vì, ông được sắc phong là Đô thống Mãn Châu Tương Hoàng kỳ, được vua cha vô cùng trọng dụng.

## Cuộc đời

### Thời Khang Hy
Năm Khang Hi thứ 48 (1709), Dận Đào cùng Dận Đường đồng thời được phong Bối tử (贝子). Ngày 21 tháng 10 chính thức ban sách văn. Từ sau năm Khang Hi thứ 50 (1711), ông thường xuyên được tùy giá tuần du. Năm thứ 51 (1712), được thưởng 4000 lượng bạc. Năm thứ 56 (1717), Nhân Hiến Hoàng Thái hậu qua đời, Dận Đào được nhậm mệnh thay quyền quản lý sự vụ Nội vụ phủ. Năm sau (1718), tháng 3, 100 ngày mất của Thái hậu, tang sự mọi việc hoàn thành, Khang Hi Đế dụ: "Hôm nay đại sự hoàn tất, Thập nhị A Ca trước đình chỉ thay quyền Nội vụ phủ Tổng quản sự". Trong khoảng thời gian đó, Dận Đào vì "Làm việc ổn thỏa", Khang Hi Đế hết sức hài lòng, từng "Thâm gia chi".
Tháng 12 cùng năm, được lệnh xử lý sự vụ của Mãn Châu, Mông Cổ, Hán Quân Chính Bạch kỳ, dụ: "Kỳ Mãn Châu Mông Cổ Hán Quân tam kỳ chi sự trứ Thập nhị a ca bạn lý." Năm thứ 59 (1720), thân mẫu của Hòa Thạc Dụ Thân vương Bảo Thái (Trắc Phúc tấn của Dụ Hiến Thân vương Phúc Toàn) qua đời. Dận Đào được đặc phái suất Thị vệ Nội đại thần công Ngạc Luân Đại phụ trách xử lý tang sự. 1 năm sau (1721), tháng 1, Bối tử Dận Đào cùng Ung Thân vương Dận Chân và Thành Thân vương Thế tử Hoằng Thịnh đến Thịnh Kinh tế tam lăng. Hạ chí tháng 5, thu phân tháng 8, đều do Dận Đào thay mặt Phụ hoàng hành lễ. Năm thứ 61 (1722), tế Thái miếu vào tháng 1, hạ chí tháng 5, thu phân tháng 8 cũng đều là Dận Đào thay mặt Khang Hi Đế. Tháng 10, nhậm chức Đô thống Mãn Châu Tương Hoàng kỳ. Tháng 11, quản lý sự vụ Nội vụ phủ, Lễ bộ, Công bộ. Tháng 12, tấn phong Gia Quận vương (嘉郡王, Mãn văn: dorolon, ý nghĩa: lễ nghi, điển lễ)

### Thời Ung Chính
Sau khi Ung Chính Đế lên ngôi, cải tên thành Doãn Đào để tránh kỵ huý. Năm Ung Chính nguyên niên (1723), tháng 2, ngưng quản lý sự vụ Công bộ. Tháng 3, ngưng quản lý sự vụ Nội vụ phủ. Tháng 5 cách chức Đô thống. Tháng 12, ông bị Tông Nhân phủ vạch tội, bị giáng xuống làm Bối tử mặc dù vẫn hưởng bổng lộc, nhưng không hề có thực quyền. Năm thứ 2 (1724), tháng 6, Dận Đào lại vì "Bỏ sót lỗi trong phối hưởng nghi chú của Thánh Tổ Nhân Hoàng đế và kim sách phong phi" mà tiếp tục bị giáng xuống Phụng ân Trấn quốc công. Ung Chính Đế dụ: "Ngày 5, Tông Nhân phủ tấu rằng, quản lý Lễ bộ sự vụ Bối tử Doãn Đào ghi sai họ của phi tần, cách đi Bối tử của Doãn Đào, hàng xuống Hộ quốc công, chiếu lệ lưu lại ba Tá lĩnh, còn lại đều quy công."  Đồng thời cũng ngưng quản lý sự vụ Lễ bộ. Năm thứ 8 (1730), ông được phục vị Lý Quận vương. Điểm đặc biệt là mặc dù phong hào bị thay đổi, nhưng Mãn văn lại không thay đổi. Đây là một lệ tương đối đặc thù của nhà Thanh. Năm thứ 13 (1735), tháng 8, Dận Đào phụng mệnh hồi cung, phụ trách xử lý tang nghi của Đại hành Ung Chính Đế, tạm quản lý sự vụ Lễ bộ. Tháng 9, quản lý sự vụ Tông Nhân phủ.

### Thời Càn Long
Ngày 5 tháng 10 thì Dận Đào chính thức quản lý Lễ bộ. Ngày 17, Càn Long Đế dụ: "Hết thảy sự vụ Tông Nhân phủ đã có Lý Quận vương xử lý, Quả Quận vương cũng ngừng việc giám thị". Dận Đào cùng lúc quản lý sự vụ Lễ bộ cùng Tông Nhân phủ. Ngày 19, Càn Long Đế lại dụ: "Trong các vị hoàng thúc của Trẫm, Lý Quận vương Dận Đào là lớn tuổi nhất, lại thành thực làm việc, Trẫm ý muốn tấn phong Thân vương". Không lâu sau, Dận Đào được tấn phong thành Lý Thân vương. Năm Càn Long thứ 2 (1737), tháng 3, phụng Ung Chính Đế tử cung nhập Thanh Tây lăng, Hiếu Kính Hiến Hoàng hậu Na Lạp thị tùy táng, công việc đều do Dận Đào xử lý. Tháng 9, Dận Đào được phái đến Thái lăng tế lễ. Tháng 1 năm sau, Càn Long Đế dụ chỉ cho nội các: "Từ lúc Lý Thân vương quản lý sự vụ Lễ bộ đến nay, cẩn trọng chu đáo, thành thực làm việc. Trong vòng 3 năm, vô cùng cần cù, nay đại lễ đã thành, sự vụ Lễ bộ nên do đường quan tự tuần chiếu xử lý, Lý Thân vương không cần giám thị". Từ đó, Dận Đào chuyên môn quản lý Tông Nhân phủ.
Tháng 10, Dận Đào phụng mệnh xử lý tang nghi của Đoan Tuệ Hoàng thái tử Vĩnh Liễn. Từ năm thứ 4 (1739) về sau, mỗi năm Tế thiên, hưởng Thái miếu, triêu nhật, tự nguyệt, tế xã tắc, tế Tiên nông, đều do Dận Đào thay mặt Càn Long đến hành lễ. Từ năm thứ 6 (1741), mỗi lần Càn Long Đế xuất tuần xuất kinh đều do Dận Đào lưu lại kinh sư tổng lý sự vụ. Năm thứ 11 (1746), tháng 2, trở thành Ngọc điệp quán Tổng tài (玉牒馆总裁). Năm thứ 13 (1748), Dận Đào phụng mệnh phụ trách toàn bộ tang nghi của Hiếu Hiền Thuần Hoàng hậu. 1 năm sau, ông nhậm chức Hội điển quán Tổng tài, phụ trách tổng biên soạn "Thanh Hội điển" lần thứ 3. 2 năm sau (1750), tháng 1, Càn Long Đế dụ:
| “ | ... 除履亲王同辈王等及余王公年老者, 仍令乘轿外, 余惟年节列仪仗, 乘轿上朝, 常期俱着乘马. ... Trừ Lý thân vương đồng bối vương đẳng cập dư vương công niên lão giả, nhưng lệnh thừa kiệu ngoại, dư duy niên tiết liệt nghi trượng, thừa kiệu thượng triêu, thường kỳ câu trứ thừa mã. | ” |

Dận Đào được Càn Long Đế xếp vào vị trí đứng đầu trong những người có thể ngồi kiệu thượng triều. Tháng 3 cùng năm, con trai duy nhất của Dận Đào là Hoằng Côn mất lúc mới 12 tuổi, Càn Long Đế an ủi: "Dĩ lễ tiết ai, thừa thị Thái phi, miễn phó trẫm ý", đem Hoàng tứ tử Vĩnh Thành quá kế Dận Đào. Năm thứ 18 (1753), Dận Đào, Dận Lộc, Hoằng Trú đều nhậm Quân cơ xứ Nghị chính đại thần. 1 năm sau, thân mẫu Dận Đào là Định Thái phi bị bệnh, Càn Long Đế đích thân đến vương phủ thăm hỏi. Năm thứ 20 (1755), tháng 2, quản lý Chính Hoàng kỳ Giác La học (觉罗学). Năm thứ 21 (1756), tháng 6, 72 tuổi Dận Đào mới chính thức được miễn quản lý sự vụ Tông nhân phủ. Tháng 11, Càn Long Đế lại một lần nữa đến vương phủ thăm Định Thái phi. Tháng 4 năm sau thì Định Thái phi mất, thọ 97 tuổi. Năm Càn Long thứ 28 (1763), Dận Đào qua đời, được truy thuỵ là Lý Ý Thân vương (履懿親王). Càn Long Đế mệnh Vĩnh Thành lấy hiếu tống chung, trì phục 100 ngày, lại mệnh Hòa Thân vương Hoằng Trú cùng Hoàng ngũ tử Vĩnh Kỳ mặc tang phục, tang táng lễ nghi đều do Hoằng Trú, Hoằng Chí tận tâm xử lý.

## Gia quyến

### Thê thiếp
- Đích Phúc tấn: Phú Sát thị (富察氏), em họ của Hiếu Hiền Thuần Hoàng hậu, con gái của Đại học sĩ Mã Tề (馬齊), sinh con trai thứ 2 và thứ 3.
- Trắc Phúc tấn:
  - Phương Giai thị (方佳氏), con gái của Tứ phẩm Điển vệ Phương Văn Bân (方文彬), sinh con trai thứ 4 và thứ 6, con gái thứ 4 và thứ 6.
  - Quản Giai thị (管佳氏), con gái của Quản Hữu Xương (管有倉).
- Thứ Phúc tấn: 
  - Vương Giai thị (王佳氏), con gái của Vương Đức Chính (王德政).
  - Lý Giai thị (李佳氏), con gái của Khinh xa Đô uý Xa Nhĩ Đặc (車爾特), sinh trưởng nữ.
  - Mai thị (邁氏), con gái của Viên ngoại lang Cửu Cách (九格).
  - Trần thị (陳氏), con gái của Trần Đại Ma (陳大麻).
  - Lý thị (李氏), con gái của Lý Đại (李大), sinh con gái thứ 2.
  - Diêu thị (姚氏), con gái của Quản lĩnh Mã Sắc (瑪色), sinh trưởng tử.

### Hậu duệ

#### Con trai
Dận Đào có 6 con trai, trong đó 4 người con trai đầu chết non, người con út vừa sinh đã mất.
1. Trưởng tử (1703), mẹ là Thứ Phúc tấn Diêu thị. Chết yểu. Theo Ái Tân Giác La Tông phổ, Vĩnh Thành quá kế thừa tự Dận Đào được ghi dưới danh nghĩa vị này.
2. Thứ tử (1706 - 1707), mẹ là Đích Phúc tấn Phú Sát thị. Chết yểu.
3. Hoằng Thị (弘是, 1707 - 1710), mẹ là Đích Phúc tấn Phú Sát thị. Chết yểu.
4. Tứ tử (1728 - 1731), mẹ là Trắc Phúc tấn Phương Giai thị. Chết yểu.
5. Hoằng Côn (弘昆; 1739 - 1750), mẹ là Trắc Phúc tấn Quản Giai thị. Chết yểu khi mới 11 tuổi, chiếu theo lệ của Thế tử mà hạ táng.
6. Lục tử (1742), mẹ là Trắc Phúc tấn Phương Giai thị. Chết yểu.

#### Con gái
1. Trưởng nữ (1703 - 1767), mẹ là Thứ Phúc tấn Lý Giai thị, được phong Quận chúa. Năm 1721 hạ giá lấy Thai cát Đạt Nhĩ Mã Đạt Đô (達爾瑪達都) của Bác Nhĩ Tế Cát Đặc thị.
2. Thứ nữ (1723), mẹ là Thứ Phúc tấn Lý thị. Chết yểu.
3. Tam nữ (1728), mẹ là Trắc Phúc tấn Quản Giai thị. Chết yểu.
4. Tứ nữ (1736 - 1825), mẹ là Trắc Phúc tấn Phương Giai thị, được phong Quận chúa. Năm 1753 hạ giá lấy Tương Dũng hầu Minh Lượng (明亮) của Phú Sát thị, cháu nội của Lý Vinh Bảo.
5. Ngũ nữ (1740 - 1797), mẹ là Thứ Phúc tấn Vương Giai thị, được phong Hương quân. Năm 1756 hạ giá lấy Cổn Tế Lạp Hi (袞齊拉喜) của Bác Nhĩ Tế Cát Đặc thị.
6. Lục nữ (1741 - 1743), mẹ là Trắc Phúc tấn Phương Giai thị. Chết yểu.

#### Thừa tự
- Lý Đoan Thân vương Vĩnh Thành (永珹; 21 tháng 2, 1739 - 5 tháng 4, 1777), con trai thứ 4 của Càn Long Đế.

## Trong văn hoá đại chúng
| Năm  | Tác phẩm                   | Diễn viên                |
| 1998 | Càn Long Đại Đế (乾隆大帝) | Ngụy Huệ Văn (魏惠文)    |
| 2018 | Diên Hi công lược          | Công Phương Mẫn (公方敏) |